# Eduard Bernstein
Eduard Bernstein, född 6 januari 1850 i Berlin, död där 18 december 1932, var en tysk socialdemokratisk, marxistisk filosof och politiker, riksdagsledamot 1920–1928. Han var medlem i SDAP (1872–1875), SPD (1875–1917, 1918–1932) och en kort tid i utbrytarpartiet USPD (1917–1919). Hans mest kända verk är Socialismens förutsättningar och socialdemokratins uppgifter (Die Voraussetzungen des Sozialismus und die Aufgaben der Sozialdemokratie, 1899).

## Ideologiska ställningstaganden
Eduard Bernstein var från början marxist men tog avstånd från den revolutionära ideologin och lade grunden för vad som senare skulle komma att splittra den socialistiska rörelsen i två läger: den socialdemokratiska samt den kommunistiska. Bernstein, och majoriteten inom den andra internationalen, ansåg att socialismen kunde reformeras fram inom det bestående samhället.
I ett antal artiklar i tidningen Neue Zeit ifrågasatte Bernstein marxismen och formulerade en politik byggd på reformism och anpassning till bourgeoisin. Detta mötte på starkt motstånd från marxisterna Rosa Luxemburg och Karl Liebknecht. I boken Socialismens förutsättningar och socialdemokratins uppgifter från 1899 utvecklar Bernstein sin parlamentaristiska hållning, sin kritik mot Karl Marx värdelära samt utarbetar en helt ny historiematerialistisk inställning, den så kallade dualistiska historiematerialismen.
Rosa Luxemburg skrev en kritik av Bernsteins bok, Sociala reformer eller revolution?, där hon inriktar sig framförallt på kritik av Bernsteins demokratisyn. Idag benämns Bernsteins speciella form av reformistisk socialism för "revisionism", eftersom den är en revidering av den ursprungliga marxistiska ideologin.
Det Bernstein har blivit mest kritiserad för är emellertid inte hans ideologiska ställningstaganden, utan hans ställningstagande för ett tyskt deltagande i första världskriget i det tyska parlamentet. Emellertid verkade Bernstein sedan 1915 för ett avslutande av kriget.

## Eftermäle
Allt som fanns utgivet av Bernstein brändes av nazister under de landsomfattande bokbålen i Nazityskland 1933.
Eduard Bernstein ses idag som den europeiska socialdemokratins ideologiska anfader.